# Умидова, Зульфия Ибрагимовна
Зульфия Ибрагимовна Умидова (1 июня 1897 года, Ташкент, Сырдарьинская область, СССР — 1980) — советский кардиолог, член-корреспондент АМН СССР (1948).

## Биография
Родилась 1 июня 1897 года в Ташкенте.
С медалью окончила Ташкентскую женскую гимназию, сдала экзамены на аттестат зрелости при реальном училище и поступила в Петроградский женский медицинский институт, где проучилась до апреля 1918 года.
С 1918 по 1920 годы — работала в 159-м эвакогоспитале Народного комиссариата Туркестана в Ташкенте, а с 1920 по 1922 годы — инструктор Наркомздрава.
В 1922 году — окончила медицинский факультет Среднеазиатского государственного университета, после работала ординатором госпитальной терапевтической клиники, с 1926 по 1930 годы — ординатор 2-й городской больницы.
В 1930 году — вернулась в Ташкентский медицинский институт, где занимала должность ассистента, а затем доцента госпитальной терапевтической клиники (1937—1944 гг.).
С 1945 по 1969 годы — руководила кафедрой и госпитальной терапевтической клиникой.
В 1937 году — по совокупности научных трудов была присуждена ученая степень кандидата медицинских наук.
В 1946 году — защитила докторскую диссертацию, тема: «Сердечно-сосудистая система здорового человека и особенности клиники инфаркта миокарда, а также других форм коронарной недостаточности в условиях жаркого климата».
В 1948 году — избрана членом-корреспондентом Академии медицинских наук.
С 1970 по 1975 годы — работала профессором-консультантом госпитальной терапевтической клиники.
Многие годы была ведущим консультантом Главного четвёртого управления Минздрава республики.
В 1944 году ей присвоено звание заслуженный врач, а позже — заслуженный деятель науки и техники Узбекистана.
Трижды избиралась депутатом Ташкентского городского совета (1961, 1965, 1967), была депутатом Верховного Совета Каракалпакстана (1951), участвовала в работе конгрессов демократических женщин в Будапеште (1946) и Хельсинки (1951), в составе делегации была в Индии (1952).
Умерла в 1980 году.

## Научная деятельность
Специалист в области физиологии, кардиологии.
Первые работы по кардиологии, написанные самостоятельно и в соавторстве с профессорами Г. Ф. Манкусом и И. А. Кассирским, посвящены электрокардиографическому изучению малярии и авитаминозов.
В дальнейшем совместно с сотрудниками её кафедры занималась вопросами физиологии и патологии сердечно-сосудистой системы в условиях жаркого климата, при её непосредственном участии проводились биохимические исследования. Под её руководством проводились первые эпидемиологические обследования в Андижане, изучалась распространенность ИБС и артериальной гипертензии в двух крупных районах Ташкента. Изучала клиническую картину острого инфаркта миокарда, атеросклероза и гипертонической болезни, роль предшествующей акклиматизации и механизмы адаптации, ревматизм и приобретенные пороки сердца (ею описаны изменения как ранние признаки ревматического миокардита). В 70-е годы изучала влияние жаркого климата как постоянно действующего экологического фактора на сердечно-сосудистую систему.
Вела работу по оснащению клиники совершенной аппаратурой и внедрению в практику информативных методов диагностики и лечения: систематическое использование итальянского фонокардиграфа «Галилео», пробы с дозированной физической нагрузкой (велоэргометрия, проба Мастера) и фармакологические пробы с нитроглицерином, обзиданом, изучалась система внешнего дыхания, зал кислородотерапии, оборудованный кислородными палатками с централизованной подачей кислорода.
Автор 80 научных работ, из них 3 монографии — «Вопросы климатофизиологии» (1939), «Физиология и патология сердечнососудистой системы в условиях жаркого климата» (1949) и «Очерки кардиологии жаркого климата» (1975).
Под её руководством защищены 32 кандидатские и 3 докторские диссертации.
Активно сотрудничала с обществом «Знание», выступая с лекциями, которые читала на узбекском и русском языках.
Возглавляла терапевтическое и кардиологическое научные общества республики; редактор отдела «Кардиология» БМЭ (III издание), член правления обществ кардиологов и терапевтов, редакционного совета журналов «Кардиология» и «Терапевтический архив», Международной ассоциации терапевтов.

## Награды
- 2 ордена Трудового Красного Знамени
- Заслуженный врач Узбекской ССР (1945)
- Заслуженный деятель науки и техники Узбекской ССР (1950)[3]